# تيليفي
تيليفي (بالإسبانية: Telefe)‏ هي محطة تلفزيونية تقع في بوينس آيرس ، الأرجنتين. محطة تملكها وتشغلها فاياكوم سي بي إس

## روابط خارجية
- تيليفي على موقع IMDb (الإنجليزية)